# Citroën Xsara
De Citroën Xsara is een compacte middenklasse personenauto die door Citroën van 1997 tot 2006 werd geproduceerd.
De auto werd bij zijn introductie gezien als een mini-Xantia.
De wagen was verkrijgbaar als 5 deurs, een coupé versie en een stationwagen (break).
De Xsara had ook wat te lijden onder de verouderde diesels, de HDI werd pas in 1999 geïntroduceerd. De auto had de naam ruim, gerieflijk en relatief storingsvrij te zijn.
De Xsara werd in 2004 door de C4 vervangen. De Xsara Break is nog tot eind 2005 geproduceerd.
In de rallysport was de auto succesvol, met titels in 2003, 2004, 2005 en 2006, waarna de Xsara WRC in 2007 werd afgelost door de C4 WRC.

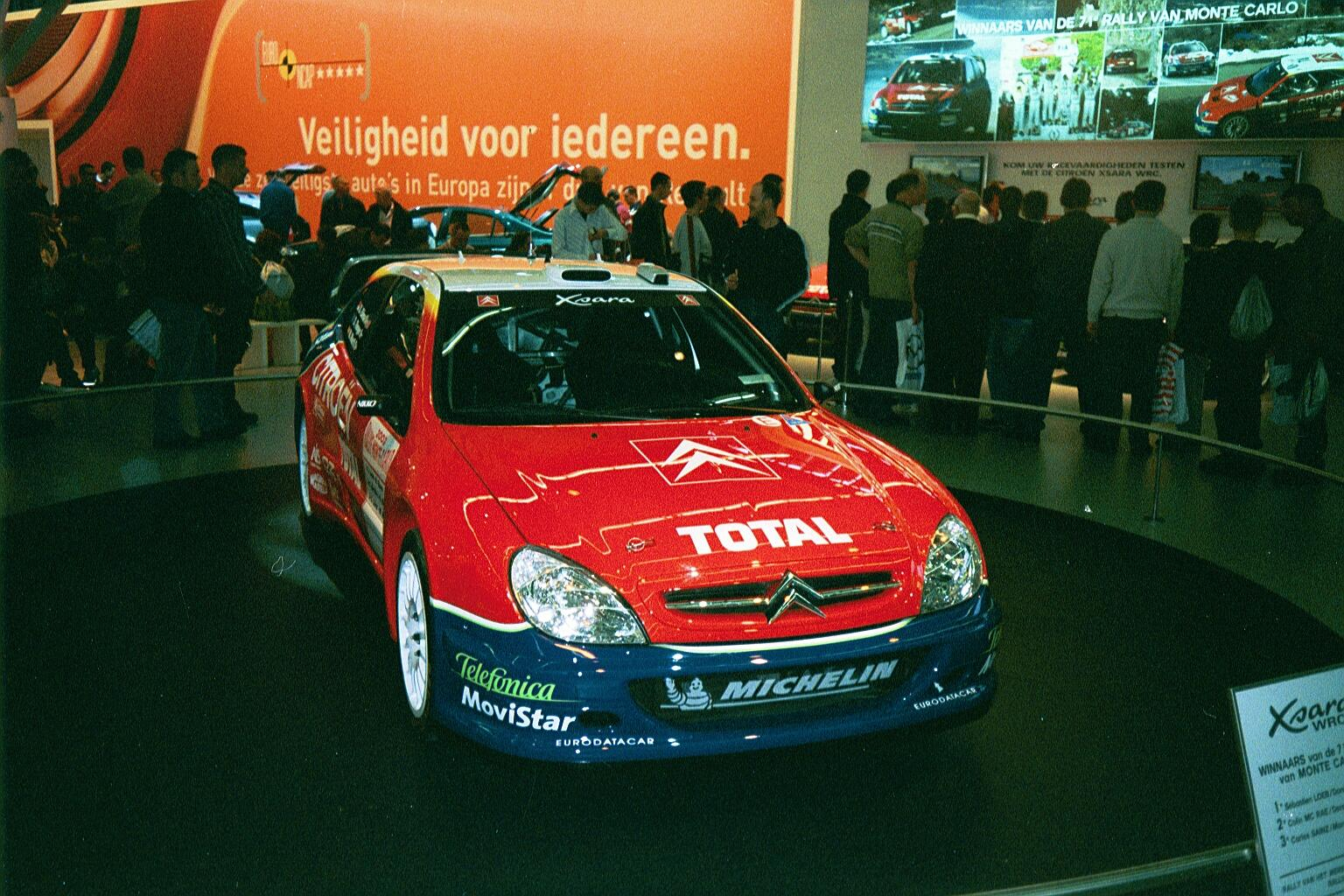
Xsara WRC